# Vauriella insignis
A Vauriella insignis  a madarak osztályának verébalakúak (Passeriformes) rendjébe és a légykapófélék (Muscicapidae) családjába tartozó faj.

## Rendszerezése
A fajt William Robert Ogilvie-Grant skót ornitológus írta le 1895-ben, a Rhinomyias nembe Rhinomyias insignis néven. Besorolása vitatott, egyes szervezetek jelenleg is ide sorolják.

## Előfordulása
Délkelet-Ázsiában, a Fülöp-szigetek területén, Luzon szigetén honos. Természetes élőhelyei a szubtrópusi vagy trópusi hegyi esőerdők. Állandó, nem vonuló faj.

## Megjelenése
Testhossza 19 centiméter.

## Természetvédelmi helyzete
Az elterjedési területe kicsi, egyedszáma 2500-9999 példány közötti és csökken. A Természetvédelmi Világszövetség Vörös listáján sebezhető fajként szerepel.